# Burg Schlierbach
Die Burg Schlierbach, auch Langstädter Burg genannt, ist eine abgegangene Kleinburg, wahrscheinlich nur eine Kemenate, ein Wohnturm, burgähnlich umwehrt, oder eine einfache Turmburg an der Verbindungsstraße zwischen Langstadt (Ortsteil von Babenhausen) und Schlierbach (Ortsteil von Schaafheim), heute im Landkreis Darmstadt-Dieburg in Hessen liegend.

## Lage
Die Burg befand sich etwa einen Kilometer südöstlich von Langstadt an der Trennlinie der Gemarkungen von Langstadt und Schlierbach und diente wohl der Kontrolle des Zugangsweges beider Ortschaften und des Zugangs zur sogenannten Hohen Straße. Dabei gibt es die Besonderheit, dass eine sogenannte „Hohe Straße“ aus Richtung Frankfurt kommend südwärts über die Gemarkung von Klein-Umstadt auf dem Höhenrücken östlich von Groß-Umstadt und am Wamboltschen Schlösschen vorbei in Richtung der Burg Breuberg in den Odenwald führt und sich im Bereich der sogenannten Straßenmühle, die sich in unmittelbarer Nähe der vermutete Lage der Burg befindet, mit einer anderen „Hohe Straße“, einer Römerstraße kreuzt, die vom römischen Zentralort Dieburg nach dem Kastell Stockstadt am Mainlimes führte. In unmittelbarer Nähe dieser west-östlichen verlaufenden „Hohen Straße“ wurde auch ein römischer Leugenstein gefunden.
Die exakte Lage der Burg ist heute nicht mehr bekannt, nur die Zuordnung des Burgweges genannten Verbindungsweges und schriftliche Zeugnisse künden von ihrer Existenz. In Verbindung mit alten Flurnamen wie „an dem Weinberg“ und „Wingertsberg“ und den aufgeführten Urkundennachweisen lässt sich eine räumliche Eingrenzung angeben. Das ist wohl in der Nähe des heutigen LSG Wingertsberg zu suchen. Leider sind die historischen Quellen dazu nicht konsistent. Im Geschichtsteil zur 125-Jahr-Feier der Erbauung der evangelischen Kirche in Langstadt werden drei verschiedene Lageversionen ausgewiesen.
Daneben muss die Möglichkeit in Betracht gezogen werden, dass die antike römische Pferdewechselstation mit Brunnen, die an der Stelle der heutigen Straßenmühle lag, im Mittelalter mit einem Burgstall verwechselt wurde. Denn nach dem Bau der dritten Schlierbacher Mühle hören alle schriftlichen Nennungen auf, die sich auf die Burg Schlierbach beziehen.
Das als ehemaliger mittelalterlicher Steinbruch geführte Wäldchen östlich der Straßenmühle zeigt große Ähnlichkeiten mit Wall- und Graben sowie Turmüberresten und wurde ehemals von allen Seiten durch schmale Bäche bzw. Gräben umflossen.

## Geschichte
Die Anfänge der Burg sind im Dunkeln, über die Besitzverhältnisse ist nichts bekannt. Nur durch urkundliche Belege, die sich auf Lehen und Abgaben um die Burg beziehen, lassen sich Schlussfolgerungen ziehen.
Es wird vermutet, dass die Burg mit Schlierbach, das 770 in einer Schenkung an das Kloster Lorsch erstmals erwähnt wird, in Zusammenhang steht. Eine Verwechslung mit Schlierbach, einem Ortsteil von Lindenfels, und Vorgängerburg der Burg Lindenfels kann nicht ganz ausgeschlossen werden.
Ob mit der Burg ein bereits 1223 erwähnter Adliger namens Heinricius de Langenstad (andere Quellen Henricus des Langestad), der als Zeuge in einer Frankfurter Schenkung genannt wird, in Verbindung gebracht werden kann, ist z. Z. nicht zu verifizieren.
1393 bekennt Winther von Wasen, dass er von Ulrich V. von Hanau die Güter des verstorbenen Ritters Johann von Düdelsheim als Mannlehen „gelegen bei der Burg Schlierbach“ überkommen hat. 1417 wird derselbe nebst seinem Sohn Henne von Wasen mit der Hälfte und Ewald von Düdelsheim mit der anderen Hälfte von Reinhard II. von Hanau belehnt. Und zwar mit demselben Gut, allen Zinsen „um die Burg Schlierbach“, dem Weinzehnten von Langstadt „um die Burg Schlierbach“ und weiteren Abgaben belehnt. 1452 bekennt sich Ewald von Düdelsheim in einer Urkunde zur Hälfte der angegebenen Güter gegenüber Philipp I. von Hanau (dem Älteren) jeweils um die „Burg Schlierbach“ liegend. 1506 bekennt sich wohl sein Nachfolger Jacob von Düdelsheim nochmals gegenüber Philipp III. zum erhaltenen Lehen. Nun stand die andere Hälfte des Mannlehens laut dem Urkundenzeugnis Heinrich von Wasen zu.
Im Hessischen Staatsarchiv sind Lehensbriefe der von Düdelsheim erhalten, die die Burg Schlierbach neun Mal zwischen 1452 und 1539 beinhalten.
Später finden sich keine schriftlichen Zeugnisse der Burg mehr. Es kann davon ausgegangen werden, dass die Burg um diese Zeit schon nur noch eine Ruine war und in den Urkunden lediglich zur Ortskennzeichnung benutzt wurde.

## Baugeschichte
Die Burg war wohl nur ein befestigter Wohnturm mit Wallanlage, wie sie am Anfang der Besiedlung des Odenwaldes und des Spessarts in vielen Rodungen von Vasallen des Adels zur Kontrolle der Gegenden angelegt worden waren.

## Heutiger Bestand
1872 wurden bei Erdarbeiten im Bereich nördlich des Burgweges Sandsteinmauern freigelegt. Bis heute sind keine weiteren fundierten archäologischen Untersuchungen zur exakten Lage und Größe der Burg unternommen wurden. Es sind auch keine weiteren schriftlichen Zeugnisse über die Burg außer den hier aufgeführten bekannt.

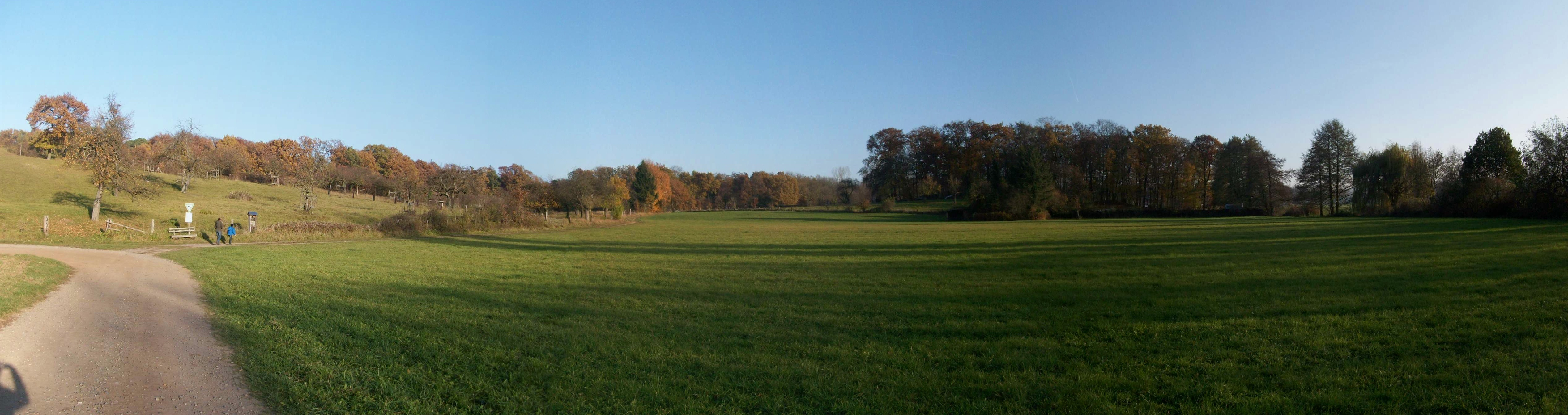
Panorama hinter der Straßenmühle zwischen Langstadt und Schlierbach mit zwei möglichen Standorten der Burg Schlierbach: im Bild links das Landschaftsschutzgebiet „Wingertsberg von Langstadt“ auf dem Hügel nördlich der Straßenmühle mit Stein- und Wallresten unterhalb der Hügelkuppe, im Bild rechts der Mitte die Baumgruppe, in Form einer Motte, die von einem verlandeten Wassergraben umgeben ist, einen fast kompletten Wall aufweist und östlich der Straßenmühle liegt.

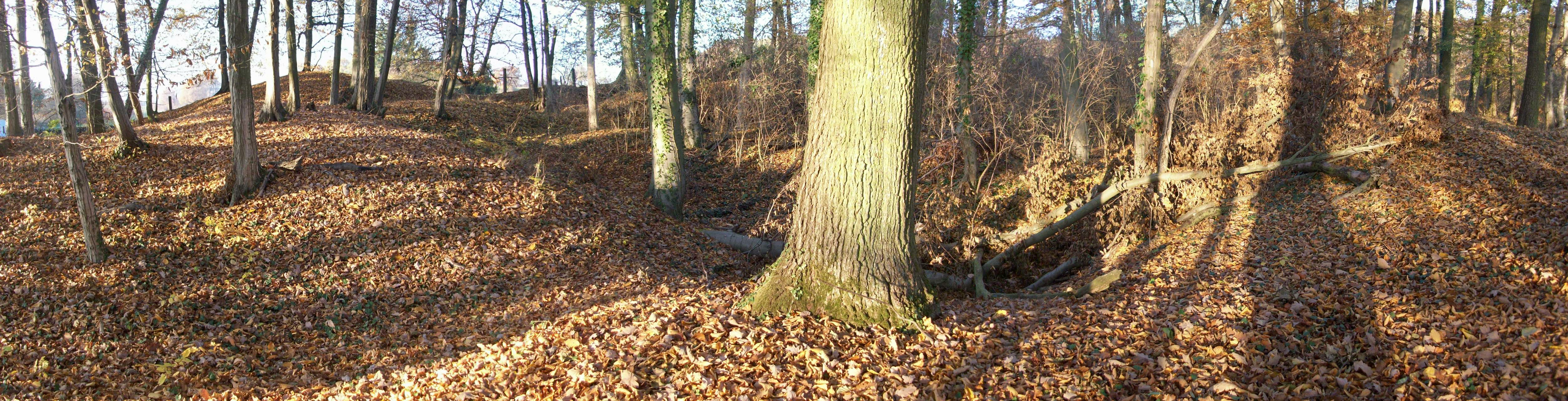
Mögliche Wallanlage der vermuteten Burg im baumbestandenen Hügel östlich der Straßenmühle. Links im Bild der Wall Richtung Norden, rechts Richtung Osten, von dort kommend wird der Hügel von einem abgezweigten Ausläufer des Schlierbaches von Ost nach West umflossen

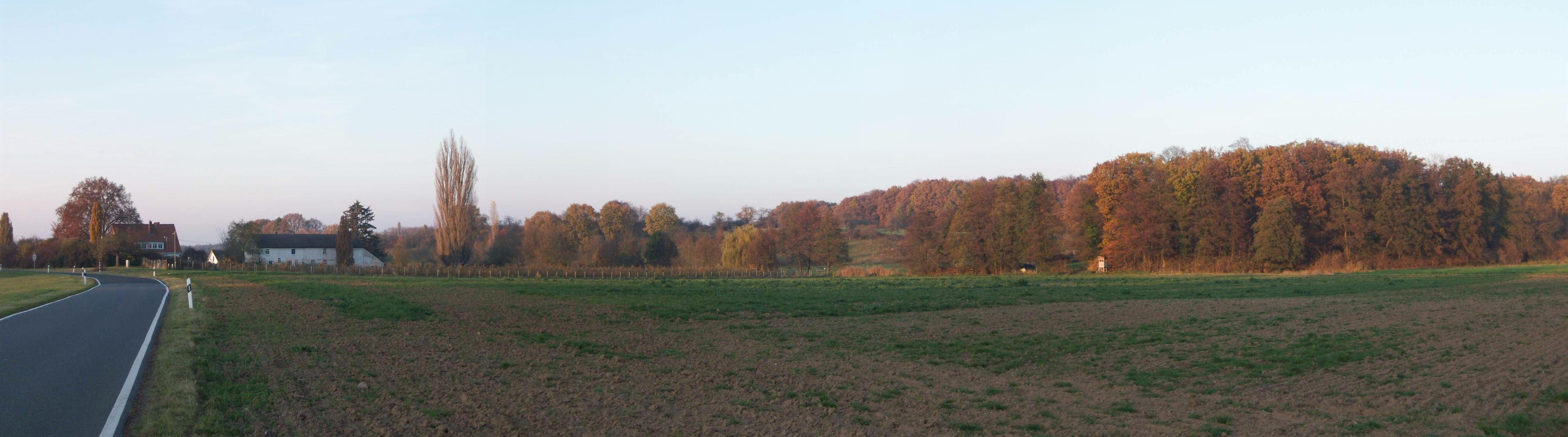
Blick entlang des Tales der Schlierbach Richtung Langstadt: links die Straßenmühle mit dem biologischen Obstanbau, mittig das LSG und rechts die erhöhte Baumgruppe, beide mögliche Plätze der ehemaligen Burg